# 若羌镇
若羌镇，是中华人民共和国新疆维吾尔自治区巴音郭楞蒙古自治州若羌县下辖的一个乡镇级行政单位。若羌镇是若羌县县治。

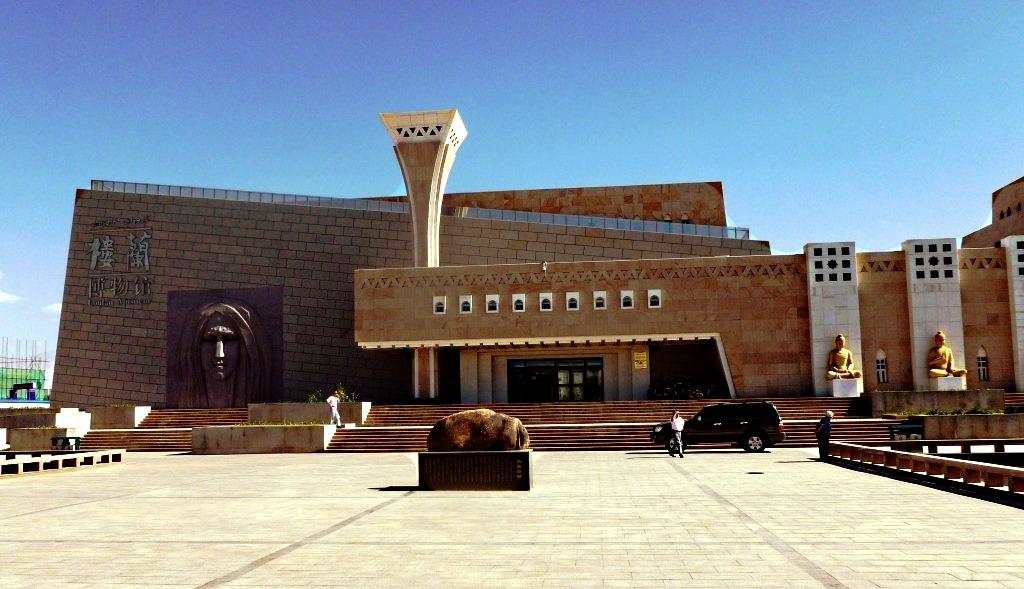
樓蘭博物館

镇东五公里为卡克里克遗址，乃鄯善两故都扜泥与伊循之一。

## 行政区划
若羌镇下辖以下地区：
胜利社区、文化社区和团结社区。